# Ronny Nouwen
Ronnie Nouwen (Rotterdam, 21 luglio 1982) è un ex calciatore olandese, di ruolo centrocampista.

## Carriera

### Club
Nella stagione 2002-2003 ha giocato 8 partite in Eredivisie con l'Excelsior, oltre ad aver giocato 27 partite nella seconda divisione olandese con lo stesso club. Dal 2005 al 2020 ha militato in varie squadre tra la terza e l'ottava serie olandese.

### Nazionale
Tra il 2004 e il 2015, ha giocato 15 partite con la nazionale arubana.

## Statistiche

### Presenze e reti nei club
| Stagione        | Squadra         | Campionato      | Campionato | Campionato | Coppe nazionali | Coppe nazionali | Coppe nazionali | Coppe continentali | Coppe continentali | Coppe continentali | Altre coppe | Altre coppe | Altre coppe | Totale | Totale |
| Stagione        | Squadra         | Comp            | Pres       | Reti       | Comp            | Pres            | Reti            | Comp               | Pres               | Reti               | Comp        | Pres        | Reti        | Pres   | Reti   |
| --------------- | --------------- | --------------- | ---------- | ---------- | --------------- | --------------- | --------------- | ------------------ | ------------------ | ------------------ | ----------- | ----------- | ----------- | ------ | ------ |
| 2001-2002       | Excelsior       | 1D              | 1          | 0          | CO              | ?               | ?               |                    | -                  | -                  |             | -           | -           | 1      | 0      |
| 2002-2003       | Excelsior       | ED              | 8          | 0          | CO              | ?               | ?               |                    | -                  | -                  |             | -           | -           | 8      | 0      |
| 2003-2004       | Excelsior       | 1D              | 14         | 0          | CO              | ?               | ?               |                    | -                  | -                  |             | -           | -           | 14     | 0      |
| 2004-2005       | Excelsior       | 1D              | 12         | 0          | CO              | ?               | ?               |                    | -                  | -                  |             | -           | -           | 12     | 0      |
| Totale carriera | Totale carriera | Totale carriera | 35         | 0          |                 | ?               | ?               |                    | -                  | -                  |             | -           | -           | 35     | 0      |